# Poniatowští
Poniatovští, či Poniatowští (polsky Poniatowscy), je rodové jméno polského šlechtického rodu původem z Litvy.

## Historie
Poprvé se o rodu objevuje zmínka roku 1450 v Lublinu (Lubelski) v Mazovském vojvodství a od 4. března 1569 zastávali indignát v Polském království, kdy již patřili mezi vysokou polskou szlachtu.
Jméno rodu Poniatowských se odvozuje od jejich hlavního rodového sídla Poniatowa u Lublina v Mazovsku.

## Význační členové rodu

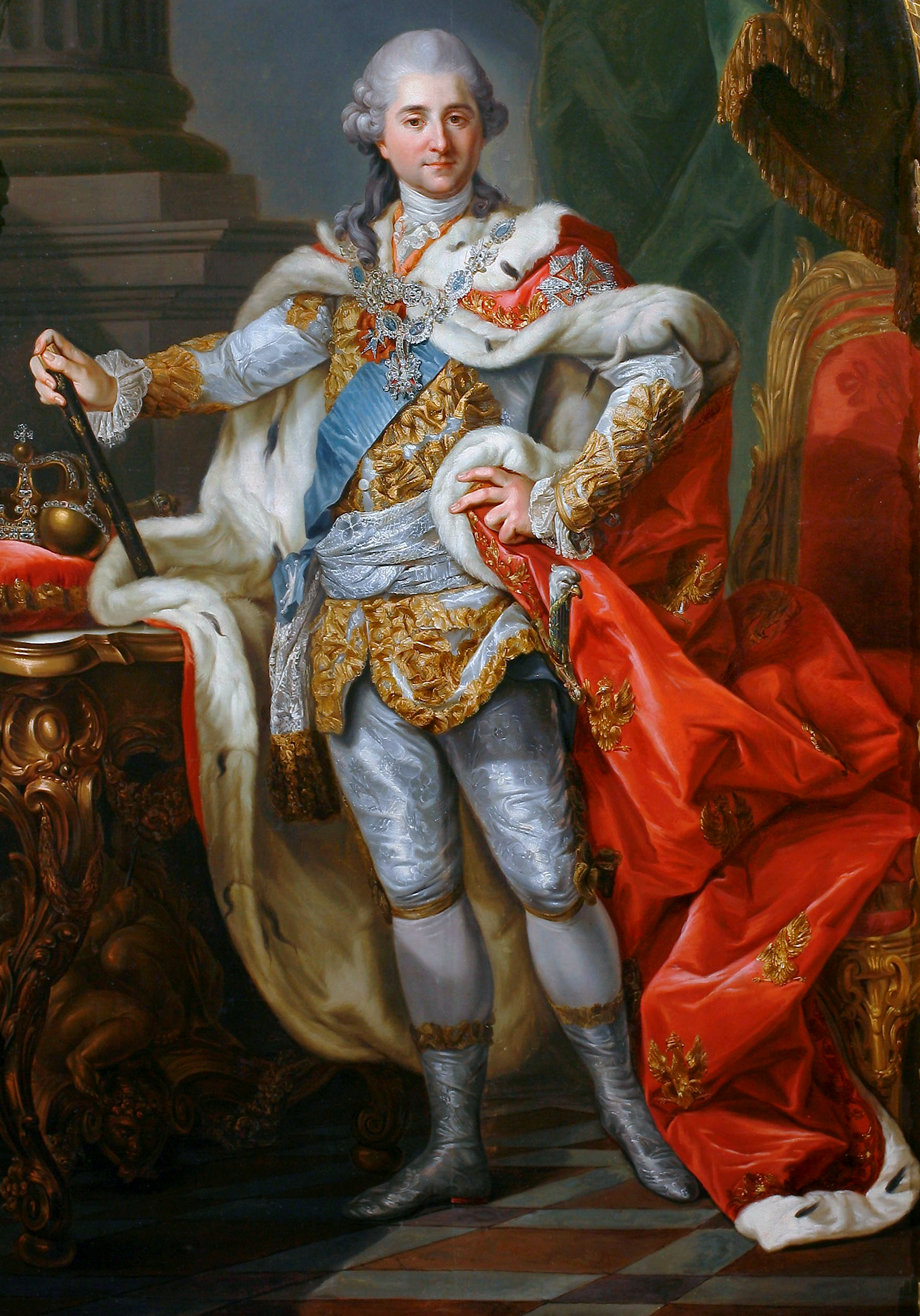
Stanislav II. August Poniatowski (1732–1798), polský král, litevský velkokníže

- Stanislav Poniatowski (1676–1762), polský státník, otec Kazimíra, Stanislava Augusta a Ondřeje Poniatowských
- Kazimír Poniatowski (1721–1800), dvorní komorník polské koruny, polský generál a kníže
- Stanislav II. August Poniatowski (1732–1798), polský král, litevský velkokníže
- Ondřej Poniatowski (1734–1773), polský kníže, generál a polní maršál rakouské císařské armády, kníže Svaté říše římské
- Michael Poniatowski (1736–1794), arcibiskup hnězdenský, primas Polského království
- Stanislav II. Poniatowski (1754–1833), polský generálporučík, pokladník litevský
- Josef Antonín Poniatowski (1763–1813), polský generál a maršál Francie
- Michel Poniatowski (1922–2002), francouzský politik (ministr vnitra v letech 1974–1977), potomek Kazimíra Poniatowského (1721–1800)
- Elena Poniatowska (1932–), mexická spisovatelka, potomek Kazimíra Poniatowského